# لاک (پوشش)

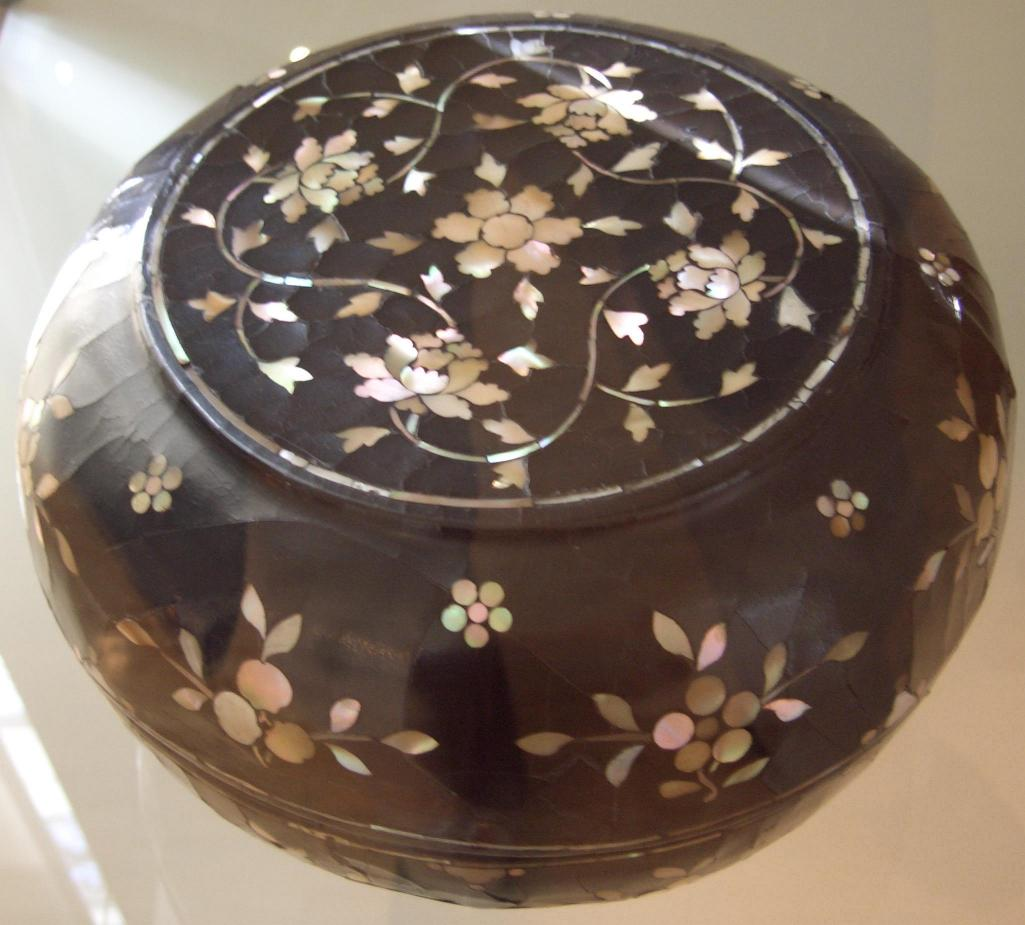
جعبه لاکی با تزئین گل صد تومانی مادر مروارید ، سلسله مینگ، قرن شانزدهم

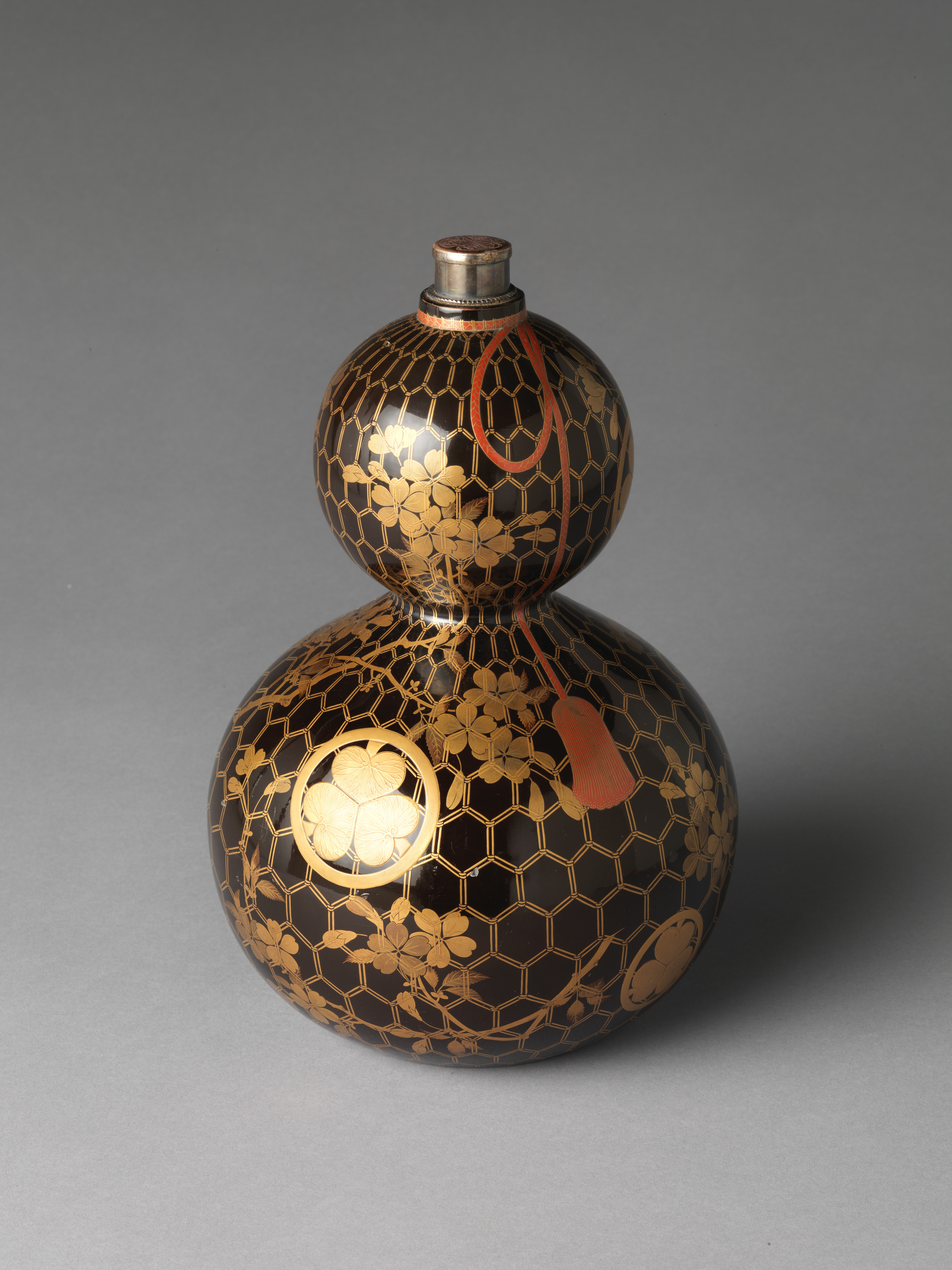
مکی-ئ بطری ساکی با مون خاندان توکوگاوا، ژاپن، دوره ادو

لاک نوعی پوشش یا پوشش سخت و بالقوه براق است که بر روی موادی مانند چوب یا فلز اعمال می‌شود. این واژه از کلمه زبان سانسکریت lākshā (लाक्षा) سرچشمه می‌گیرد و بیانگر عدد صد هزار است که هم برای شپشک‌های لاک ساز (به دلیل تعداد بسیار زیاد آنها) و هم برای ترشح صمغی قرمز استفاده می‌شود و سرشار از شلاک است که به عنوان روکش چوب در هند قدیم و مناطق اطراف مورد استفاده قرار می‌گرفت.
لاک‌های آسیایی که به آن «لاک واقعی» می‌گویند، اشیایی هستند که با شیره‌های تصفیه‌شده، رنگ و خشک شدهٔ Toxicodendron vernicifluum (درخت لاک چینی) یا درختان مرتبط پوشیده می‌شود که در چندین لایه روی پایه‌ای عموماً چوبی اعمال می‌شود و به یک لایه سطحی بسیار سخت و صاف تبدیل می‌شود که این لایه سخت، بادوام و مقاوم در برابر آب و از نظر ظاهری بسیار جذاب است. لاک آسیایی گاهی با تصاویر نقاشی می‌شود و با پوسته و مواد دیگر منبت کاری و حکاکی می‌شود، همین‌طور با طلا غبار آلود می‌شود و سایر روش‌های تزئینی و زیباسازی هم روی آن انجام می‌شود.
در تکنیک‌های مدرن و امروزی، لاک(Lacquer) به معنای طیفی از پوشش‌های شفاف یا رنگدانه‌ای است که با تبخیر شدن حلال خشک می‌شوند تا پوششی سخت و بادوام و مقاوم ایجاد کنند. روکش می‌تواند از هر سطحی از بسیار مات تا بسیار براق باشد و در صورت نیاز می‌توان آن را بیشتر جلا داد. روکش‌های لاک معمولاً سخت‌تر و شکننده تر از رنگ‌های روغنی یا لاتکس هستند و معمولاً روی سطوح سخت و صاف مورد استفاده قرار می‌گیرند.
از نظر محصولات تکمیلی مدرن، روکش‌های مبتنی بر شلاک حل شده در الکل، اغلب شلاک یا لاک نامیده می‌شوند تا آنها را از لاک مصنوعی متمایز کنند، که اغلب به آن لاک ساده می‌گویند. که متشکل از پلیمرهای مصنوعی (مانند نیتروسلولز، بوتیرات سلولز استات ("CAB") یا رزین اکریلیک) حل شده در رقیق کننده لاک، مخلوطی از حلال‌های آلی مختلف است. اگرچه لاک مصنوعی دوام بیشتری نسبت به شلاک دارد، اما روکش‌های سنتی شلاک اغلب به دلیل ویژگی‌های زیبایی‌شناختی‌شان ترجیح داده می‌شوند، مانند پولیش فرانسوی، و همچنین مواد «کاملاً طبیعی» و عموماً ایمن برای غذا.

## علم اشتقاق لغات

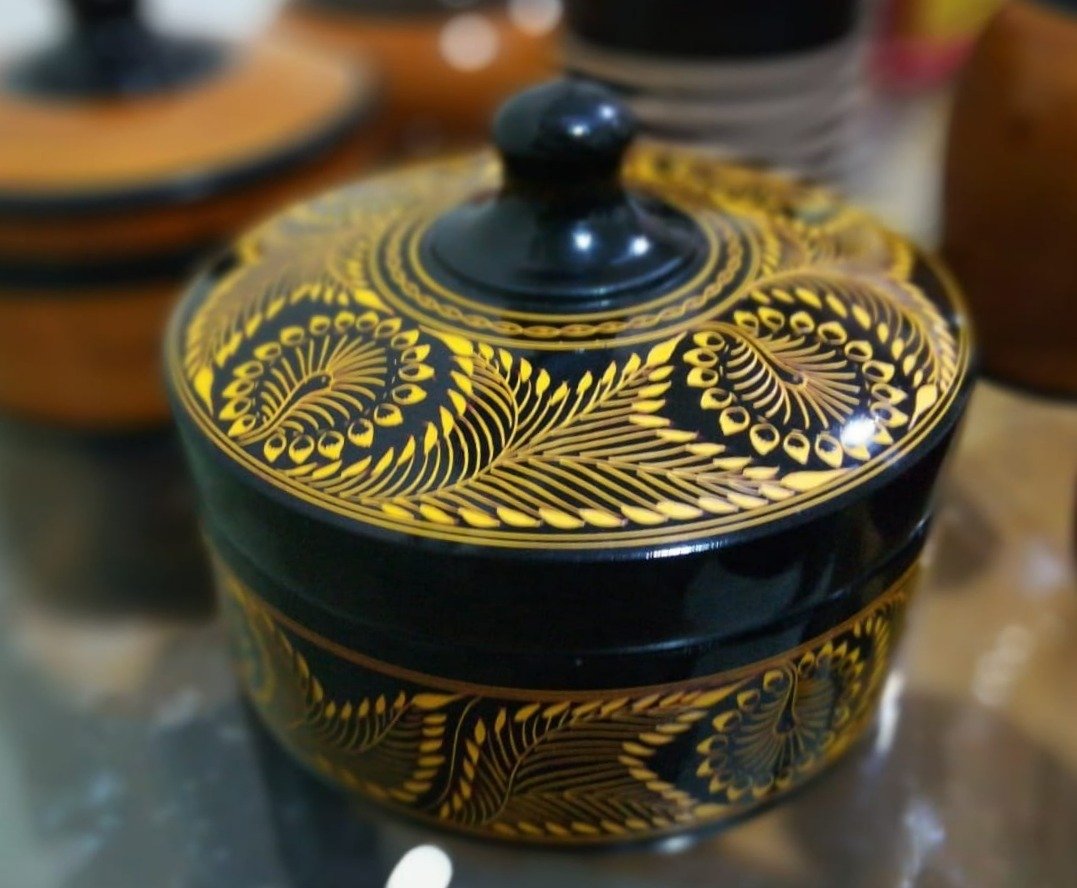
(لاک‌)

لاک انگلیسی از کلمه قدیمی فرانسوی lacre «نوعی موم مهر و موم»، از lacre پرتغالی گرفته شده‌است، که خود نوعی غیرقابل توضیح از «ماده صمغی» لاتین قرون وسطایی lacca است. اینها در نهایت از سانسکریت لاکشا (लाक्षा) گرفته می‌شوند، که هم برای شپشک‌های لاکساز و هم برای ترشح صمغ قرمزی که تولید می‌کند و به عنوان روکش چوب استفاده می‌شود. رزین لاک زمانی به مقدار قابل توجهی از هند به همراه چوب‌های شرقی به اروپا وارد می‌شد.

## اندازه‌گیری شین
لاک شین نوعی اندازه‌گیری از درخشش لاک داده شده‌است. تولیدکنندگان مختلف نام و استانداردهای خاص خود را برای شین خودشان دارند. متداول‌ترین اسم گذاری‌ها از کم براق‌ترین تا بسیار براق عبارتند از: تخت، مات، پوسته تخم مرغ، ساتن، نیمه براق و براق (بالا).

## لاک‌های مبتنی بر شلاک
در هند از زمان‌های گذشته از شپشک‌های لاکساز یا شلاک استفاده می‌شد. شلاک ترشح حشره لاک (Tachardia lacca Kerr یا Laccifer lacca) است. برای تولید رنگ قرمز و رنگدانه (دریاچه قرمز) و برای تولید درجات مختلف شلاک که در پوشش سطحی استفاده می‌شود مورد استفاده قرار می‌گیرد.

## لاک‌های مبتنی بر اوروشیول

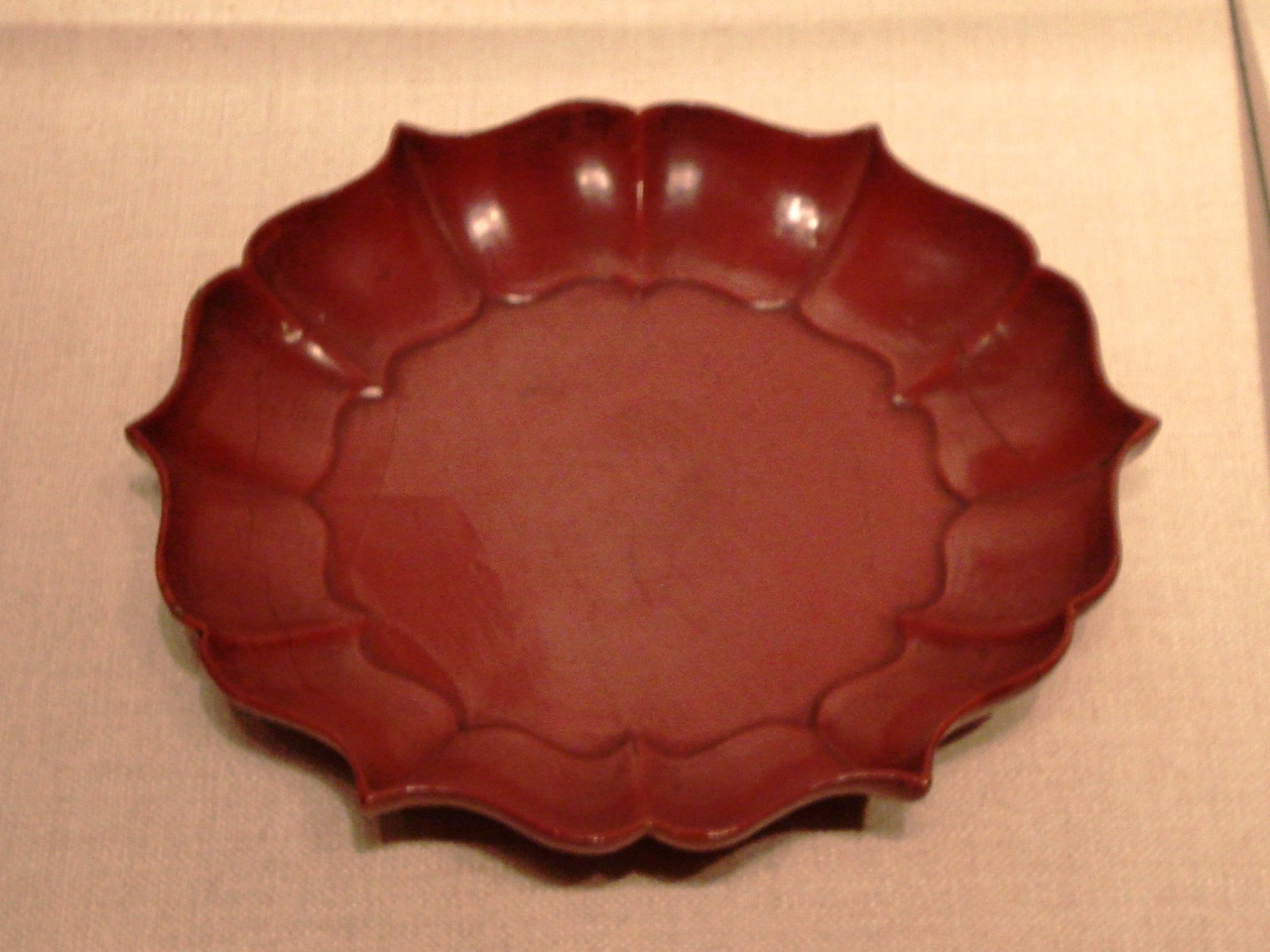
سینی شش پر چینی، لاک قرمز روی چوب، از سلسله سونگ (۹۶۰–۱۲۷۹)، قرن ۱۲ تا ۱۳، موزه هنر متروپولیتن.

لاک‌های مبتنی بر اوروشیول با اکثر لاک‌های دیگر متفاوت هستند، به این دلیل که آهسته خشک می‌شوند و به جای تبخیر به تنهایی ، توسط اکسیداسیون و پلیمریزاسیون گیر می‌کنند. ماده فعال رزین اوروشیول است، مخلوطی از فنل‌های مختلف معلق در آب، به اضافه چند پروتئین. برای اینکه به درستی تنظیم شود نیاز به محیطی مرطوب و گرم دارد. فنل‌ها تحت تأثیر آنزیم‌های لاکاز اکسید و پلیمریزه می‌شوند و بستری به دست می‌آیند که با تبخیر مناسب محتوای آب آن، سخت می‌شود. این لاک‌ها پوشش‌های بسیار سخت و بادوامی تولید می‌کنند که هم زیبا هستند و هم در برابر آسیب‌های ناشی از آب، اسید، قلیایی یا سایش بسیار مقاوم هستند. این رزین از درختان بومی آسیای شرقی مانند درخت لاک چینی و درخت مومی (Toxicodendron succedaneum) مشتق شده‌است. رزین تازه درختان لاک چینی باعث درماتیت تماسی ناشی از اوروشیول می‌شود و بنابراین در استفاده از آن دقت زیادی لازم است. چینی‌ها واکنش آلرژیک را با صدف له شده درمان کردند، که ظاهراً از خشک شدن لاک به درستی جلوگیری می‌کند. مهارت‌های لاک در آسیا بسیار توسعه یافت و قطعات بسیار تزئین شده زیادی تولید شد.
تأیید شده‌است که درخت لاکی از ۱۲۶۰۰ سال پیش در دوره جومون اولیه در ژاپن وجود داشته‌است. این امر توسط کربن رادیواکتیو درخت لاکی یافت شده در تپه پوسته توریهاما تأیید شد که قدیمی‌ترین درخت لاکی در جهان است که تا سال ۲۰۱۱ یافت شده‌است. لاک در اوایل ۷۰۰۰ سال قبل از میلاد در دوره جومون در ژاپن مورد استفاده قرار گرفت. شواهدی برای اولین ظروف لاکی در سایت حفاری کاکینوشیما "B" در هوکایدو کشف شد. زیور آلات بافته شده با نخ قرمز لاکی در یک گور گودال متعلق به نیمه اول دوره جومون اولیه کشف شد. همچنین در سایت حفاری کاکینوشیما "A" ظروف سفالی با دهانه ای که با لاک قرمز رنگ آمیزی شده بود که ۳۲۰۰ سال پیش ساخته شده بود تقریباً کاملاً سالم پیدا شد.
در دورهسلسله شانگ (۱۶۰۰–۱۰۴۶ قبل از میلاد)، روش‌های پیچیده مورد استفاده در فرایند لاک برای اولین بار توسعه یافت و تبدیل به یک صنعت دستی بسیار هنری شد، اگرچه لاک‌های متفوات ماقبل تاریخ در چین پیدا شدند که به دوره نوسنگی باز برمیگردد. اولین شی لاکی چینی موجود، یک کاسه چوبی قرمز رنگ، در یک مکان فرهنگ همودو (۵۰۰۰–۴۵۰۰ پیش از میلاد) در چین کشف شد. توسط سلسله هان (۲۰۶ پیش از میلاد - ۲۲۰ بعد از میلاد)، بسیاری از مراکز تولید لاک به‌طور محکم تأسیس شدند. علم روش‌های چینی فرایند لاک در زمان سلسله‌های هان، تانگ و سونگ از چین گسترش یافت. در نهایت به کره، ژاپن، جنوب شرق آسیا و جنوب آسیا معرفی شد.
تصویر زیر سوت‌های چوبی با لاک ساخته شده در چاناپاتنا، کارناتاکا، هند را نشان می‌دهد:

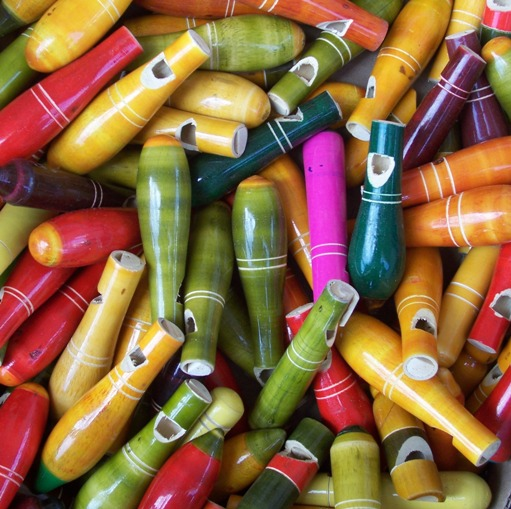
سوت‌های چوبی با لاک ساخته شده در چاناپاتنا، کارناتاکا، هند

تجارت اشیاء لاکی از مسیرهای متفاوتی به خاورمیانه می‌رفت. کاربردهای شناخته شده لاک در چین شامل تابوت، آلات موسیقی، مبلمان و وسایل مختلف خانه بود. از لاک مخلوط شده با پودر سینابر برای ساخت ظرف‌های لاک قرمز سنتی چین استفاده می‌شود.

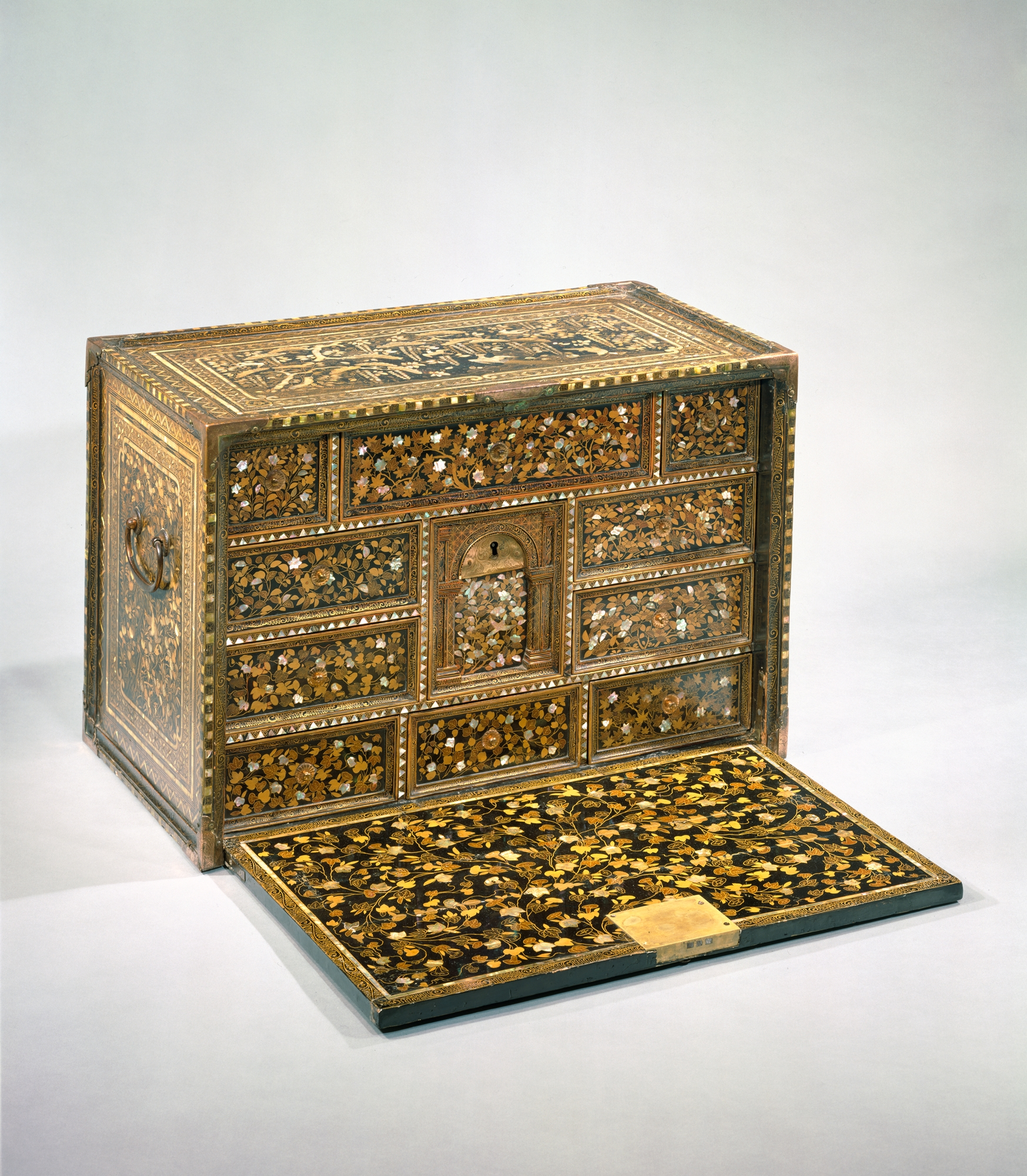
کابینت خاتم ماکی و مرواریدی که در قرن شانزدهم از ژاپن به اروپا صادر شد.

از قرن شانزدهم تا هفدهم، لاک برای نخستین بار از طریق تجارت با ژاپنی‌ها در مقیاس گسترده به قاره اروپا معرفی شد. تا قرن نوزدهم، ظروف لاکی یکی از صادرات عمده ژاپن بود و خانواده سلطنتی اروپایی، اشراف و افراد مذهبی به نمایندگی از ماری آنتوانت، ماریا ترزا و انجمن عیسی، ظروف لاکی ژاپنی را جمع‌آوری می‌کردند که با تزئینات مجلل با maki-e تزئین شده بود. اصطلاحات مربوط به لاک مانند "Japanning", "Urushiol" و "maque" که در زبان اسپانیایی مکزیکی به معنای لاک است، از زبان ژاپنی گرفته شده می‌باشد.
درخت‌ها پیش از قطع شدن باید حداقل ده سال سن داشته باشند که رزین خارج شود. با فرآیندی به نام «پلیمریزاسیون آبی» انجام می‌شود و اکسیژن را جذب می‌کند. با قرار گرفتن در محیطی مرطوب به آن اجازه داده می‌شود تا اکسیژن بیشتری را از تبخیر شدن آب جذب کند.
درختان لاکی در ویتنام، تایلند، تایوان و برمه، به نام Thitsi، کمی متفاوت هستند. آنها دارای اوروشیول نیستند، بلکه مواد مشابهی به نام «لاکول» یا «تیسیول» دارند. نتیجه نهایی شبیه است اما نرم‌تر از لاک چینی و ژاپنی است. لاک برمه کندتر گیر می‌کند و به‌وسیلهٔ دست‌های صنعتگران بدون استفاده از قلم مو رنگ می‌شود.
با افزودن مقادیر کمی اکسید آهن می‌توان لاک خام را «رنگ» کرد که بسته به اکسید آن قرمز یا سیاه می‌باشد. شواهدی وجود دارد که نشان می‌دهد استفاده از آن حتی بیش از ۸۰۰۰ سال از حفاری‌های باستان‌شناسی در ژاپن و چین قدمت دارد. بعداً رنگدانه‌هایی برای ساختن رنگ‌ها اضافه شد. از آن نه تنها به عنوان یک پایان کار استفاده می‌شود، بلکه مخلوط با خاک رس‌های آسیاب شده و پخته نشده که روی قالب با لایه‌هایی از پارچه کنفی اعمال می‌شود، می‌تواند اشیایی را بدون نیاز به هسته دیگری مانند چوب تولید کند. این فرایند در ژاپن «کانشیتسو» نامیده می‌شود. در لاک زدن آلات موسیقی چینی، گوکین، لاک را با پودر شاخ گوزن (یا پودر سرامیک) مخلوط می‌کنند تا قدرت بیشتری به آن بدهد تا بتواند در برابر انگشت گذاری بایستد.
تعدادی از اشکال اوروشیول وجود دارد. آنها بر اساس طول زنجیره R، که به گونه گیاهی که اوروشیول را تولید می‌کند، متفاوت است. اوروشیول همچنین می‌تواند در درجه اشباع در زنجیره کربن متفاوت باشد. اوروشیول را می‌توان به صورت زیر ترسیم کرد:
، که در آن:
R = (CH2)14CH3 or
R = (CH2)7CH=CH(CH2)5CH3 or
R = (CH2)7CH=CHCH2CH=CH(CH2)2CH3 or
R = (CH2)7CH=CHCH2CH=CHCH=CHCH3 or
R = (CH2)7CH=CHCH2CH=CHCH2CH=CH2

### انواع لاک

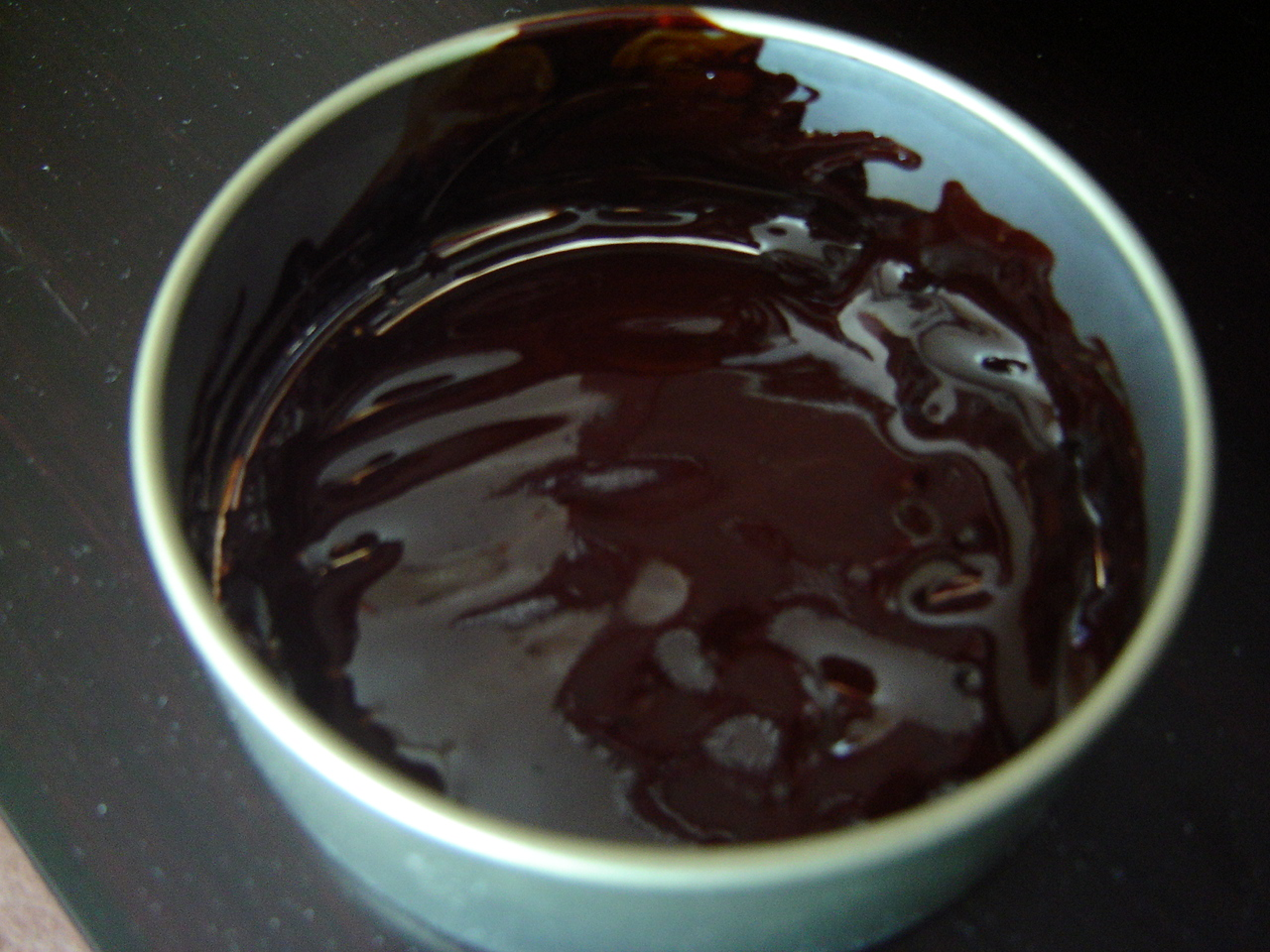
لاک مخلوط شده با آب و سقز، آماده برای اعمال روی سطح.

انواع لاک از مکانی به مکان دیگر تفاوت دارد اما می‌شود آنها را به دو دسته فرآوری نشده و فرآوری شده تقسیم کرد.
لاک اولیه فرآوری نشده، لاک خام نامیده می‌شوند (生漆: ki-urushi در ژاپنی، shengqi در چینی). این مستقیماً از خود درخت با برخی ناخالصی‌ها فیلتر شده‌است. لاک خام حدود ۲۵ درصد آب دارد و به رنگ قهوه ای روشن ظاهر می‌شود. این در یک گرید استاندارد ساخته شده از لاک چینی است که عموماً برای لایه‌های آسیاب شده با مخلوط کردن با پودر استفاده می‌شود و یک درجه با کیفیت بالا ساخته شده از لاک ژاپنی به نام kijomi-urushi (生正味漆) که برای آخرین لایه‌های تکمیلی استفاده می‌شود. .
شکل فرآوری شده (که در آن لاک به‌طور مداوم هم زده می‌شود تا مقدار زیادی از محتوای آب تبخیر شود ) در زبان چینی گوانگچی (光漆) نامیده می‌شود، اما بسته به تنوع، تحت نام‌های ژاپنی مختلفی قرار می‌گیرد، به عنوان مثال، کیجیرو-اوروشی (木地)呂漆) یک لاک شفاف استاندارد است که گاهی با رنگدانه‌ها استفاده می‌شود و roiro-urushi (黒呂色漆) یکسان است اما از قبل با هیدروکسید آهن مخلوط می‌شود تا یک لاک سیاه رنگ تولید کند. Nashiji-urushi (梨子地漆) است که لاک شفاف اما مخلوط با نار هندی برای ایجاد یک لاک زرد آغشته و به ویژه برای طلا استفاده می‌شود. این لاک‌ها عموماً برای لایه‌های میانی استفاده می‌شوند. لاک‌های ژاپنی از این نوع عموماً برای لایه‌های رویی استفاده می‌شوند و پیشوند کلمه jo- (上) به معنای «لایه» است.
لاک‌های فرآوری‌شده می‌توانند به آن‌ها روغن اضافه کنند تا براق شوند، به عنوان نمونه، shuai-urushi (朱合漆) با روغن بذر کتان مخلوط می‌شود. بقیه لاک‌های تخصصی شامل ikkake-urushi (釦漆) است که ضخیم است و بیشتر برای استفاده از ورق نقره یا طلا استفاده می‌شود.

## لاک‌های نیتروسلولزی
لاک‌های حلال حاوی نیتروسلولز، رزینی که از نیتراسیون پنبه و سایر مواد سلولزی به دست می‌آید، همراه با دیگر کاربردهای تجاری نیتروسلولز در قرن نوزدهم معرفی شدند. به عنوان مثال، از آنها در اقلام برنجی مانند آلات موسیقی استفاده می‌شد. نسخه‌های بادوام‌تر و سریع‌تر خشک‌شونده این لاک‌ها در اوایل دهه ۱۹۲۰ ساخته شدند و به سرعت جایگزین زیادی از رنگ‌ها و لاک‌هایی که آهسته‌تر خشک می‌شدند شدند. آنها به‌طور گسترده در صنعت خودروسازی و سایرین برای ۳۰ سال آینده مورد استفاده قرار گرفتند تا اینکه پیشرفت‌های شیمیایی بیشتر جایگزین آنها شد. قبل از معرفی، روکش‌های خودروهای تولید انبوه از نظر رنگ محدود بودند، به راحتی آسیب می‌دیدند و زمان زیادی برای خشک شدن نیاز داشتند، : 295–301 با رنگ سیاه ژاپنی سریع تر خشک شدند و در نتیجه مقرون به صرفه‌ترین برای استفاده شدند. در سال ۱۹۲۳، خودروی جنرال موتورز با نام تجاری اوکلند اولین برندی بود که یکی از لاک‌های نیتروسلولوز سریع خشک‌شونده جدید را معرفی کرد، آبی روشن که توسط DuPont با نام تجاری Duco تولید می‌شد. : 295–301 در سال ۱۹۲۴، جنرال موتورز بار دیگر نیز همین کار را کرد و تا سال ۱۹۲۵، لاک‌های نیتروسلولزی به‌طور کامل تجارت رنگ سنتی خودرو، لوازم خانگی، مبلمان، آلات موسیقی، تابوت و سایر محصولات را مختل کردند. : 295–301 
از لاک‌های نیتروسلولزی برای ضدآب کردن فیوزهای آتش بازی نیز استفاده می‌شود. نیتروسلولز و سایر رزین‌ها و نرم‌کننده‌ها در حلال حل می‌شوند و هر لایه لاک مقداری از لایه قبلی را حل می‌کند. این لاک‌ها پیشرفت بزرگی نسبت به روکش‌های قبلی خودرو و مبلمان داشتند، هم در سهولت کاربرد و هم در حفظ رنگ. روش ترجیحی استفاده از لاک‌های سریع خشک شونده است و توسعه لاک‌های نیتروسلولزی منجر به اولین استفاده گسترده از تفنگ‌های اسپری شد. لاک‌های نیتروسلولزی یک روکش سخت و در عین حال انعطاف‌پذیر و بادوام تولید می‌کنند که می‌توان آن را بسیار براق کرد. از معایب این لاک‌ها می‌توان به ماهیت خطرناک حلال که قابل اشتعال و سمی است و خطرات نیتروسلولز در فرایند تولید اشاره کرد. درجه لاکی از نیتروسلولز محلول ارتباط نزدیکی با شکل نیترات شده بیشتر دارد که برای ساخت مواد منفجره استفاده می‌شود. آنها تقریباً پس از یک ماه غیرسمی می‌شوند زیرا در این مرحله لاک بیشتر حلال‌های مورد استفاده در تولید خود را تبخیر کرده‌است.

## لاک‌های اکریلیک
لاک‌هایی با کمک رزین اکریلیک، که یک پلیمر مصنوعی است، در دهه ۱۹۵۰ ساخته شدند. رزین اکلیریک یک ترموپلاستیک شفاف و بدون رنگ می‌باشد که از پلیمریزاسیون مشتقات اسید اکریلیک به‌وجود می‌آید. از اکریلیک در رنگ‌های لعاب نیز استفاده می‌شود که این مزیت را دارند که برای به دست آوردن درخشندگی نیازی به سفت شدن ندارند. با این وجود، میناها به کندی خشک می‌شوند. مزیت لاک اکریلیک مدت زمان خشک شدن فوق‌العاده سریع آن می‌باشد.
همان‌طور که لاک آسیایی در قرن هفدهم در فرانسه، انگلستان، اسپانیا و اسپانیا رایج شد، اروپایی‌ها تکنیک‌های تقلید را توسعه دادند. در تکنیک اروپایی که روی مبلمان و سایر اشیاء استفاده می‌شود، از روکش‌هایی استفاده می‌شود که پایه رزینی مشابه پوسته دارند. این تکنیک که به ژاپنی شدن معروف شد، شامل استفاده از چند لایه لاک است که هر کدام با حرارت خشک و جلا میابند. در قرن هجدهم، این روش طرفداران زیادی پیدا کرد. اگرچه به‌طور سنتی پوشش سفالی و چوبی بود، این روش پوشش محبوب (بیشتر سیاه) صنعت فلزات شتاب‌دهنده بود. در قرن بیستم، این اصطلاح به‌طور آزاد برای پوشش‌های مبتنی بر لاک‌ها و لاک‌های مختلف، افزون بر شلاک سنتی، به کار می‌رفت.

## پیوند با بیرون
لاک الکل
لاک زدن
دیسک استات
نقاشی با لاک
اوروشیول
لاک به زبان ساده‌تر